# 愛知県道344号久木中金線
愛知県道344号久木中金線（あいちけんどう344ごう ひさぎなかがねせん）は、愛知県豊田市内を通る愛知県の一般県道である。

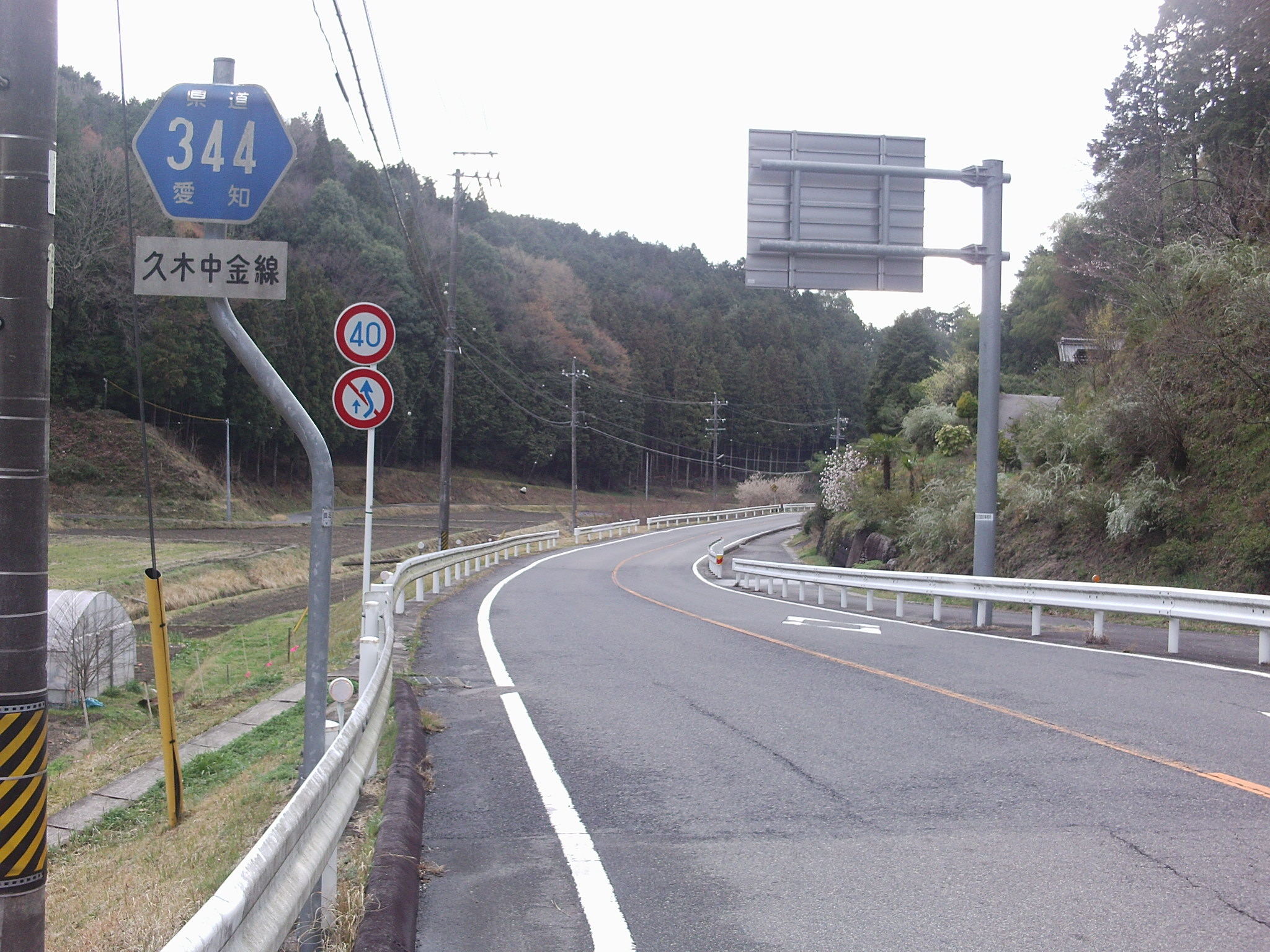
久木町（起点）。国道153号に接する場所。

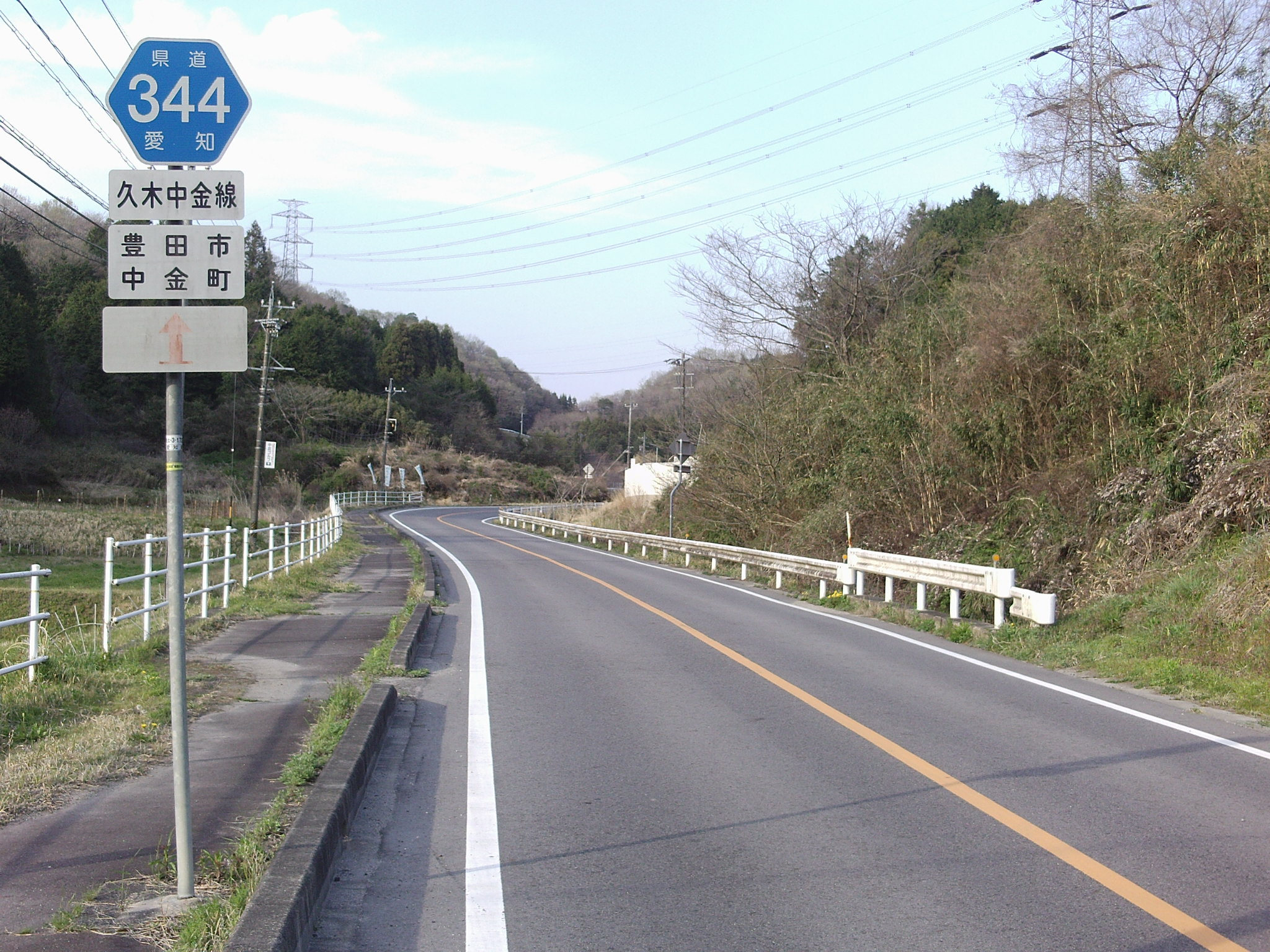
中金町（終点）。再び国道153号（飯田街道と呼ばれる）に接する。この地域の他の一般県道と比較して道幅は狭くはなく改良されている。

## 概要
豊田市内で完結し、起終点ともに国道153号と接する路線である。
紅葉の季節は豊田方面から香嵐渓への迂回路として、また国道153号を豊田方面から飯田方面へ向かう車の香嵐渓渋滞回避ルートとして推奨され、迂回路案内看板が立てられる。

### 路線データ
- 起点：愛知県豊田市久木町
- 終点：愛知県豊田市中金町
- 延長：約11.1km

## 沿革
- 1959年12月15日 認定

## 通過する自治体
- 愛知県
  - 豊田市

## 接続する道路
- 国道153号（飯田街道）
- 愛知県道33号瀬戸設楽線 重複区間
- 愛知県道358号月原近岡線
- 国道153号（飯田街道）（中金町日影交差点）

## 周辺
- 久木公会堂
- 風天洞（岩戸山観世音寺）
- 京和カントリークラブ
- 中京ゴルフクラブ石野コース